# Żeńsko, Hạt Drawsko
Żeńsko [ˈʐɛɲskɔ] (tiếng Đức: Schönfeld) là một ngôi làng thuộc khu hành chính của Gmina Wierzchowo, thuộc quận Drawsko, West Pomeranian Voivodeship, ở phía tây bắc Ba Lan. Nó nằm khoảng 6 kilômét (4 mi) phía nam của Wierzchowo, 23 km (14 mi) về phía đông nam của Drawsko Pomorskie và 100 km (62 mi) về phía đông của thủ đô khu vực Szczecin. Nó từng được biết đến ở Ba Lan trước năm 1945 với tên Borujsko.
Trước năm 1945, khu vực này là một phần của Đức. Żeńsko sau đó được gọi là Schönfeld, và trong tiếng Ba Lan là Borujsko. Đối với lịch sử của khu vực, xem Lịch sử của Pomerania.
Ngôi làng có dân số 160.

## Sự kiện
- Trận Schoenfeld